# Theodore Parker

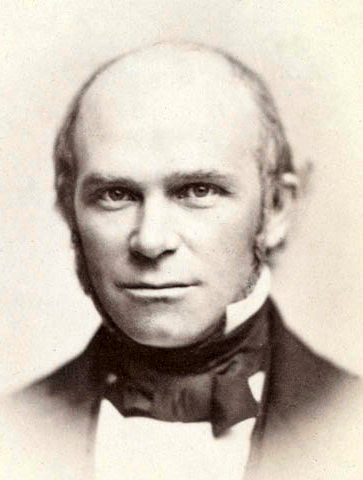
Theodore Parker

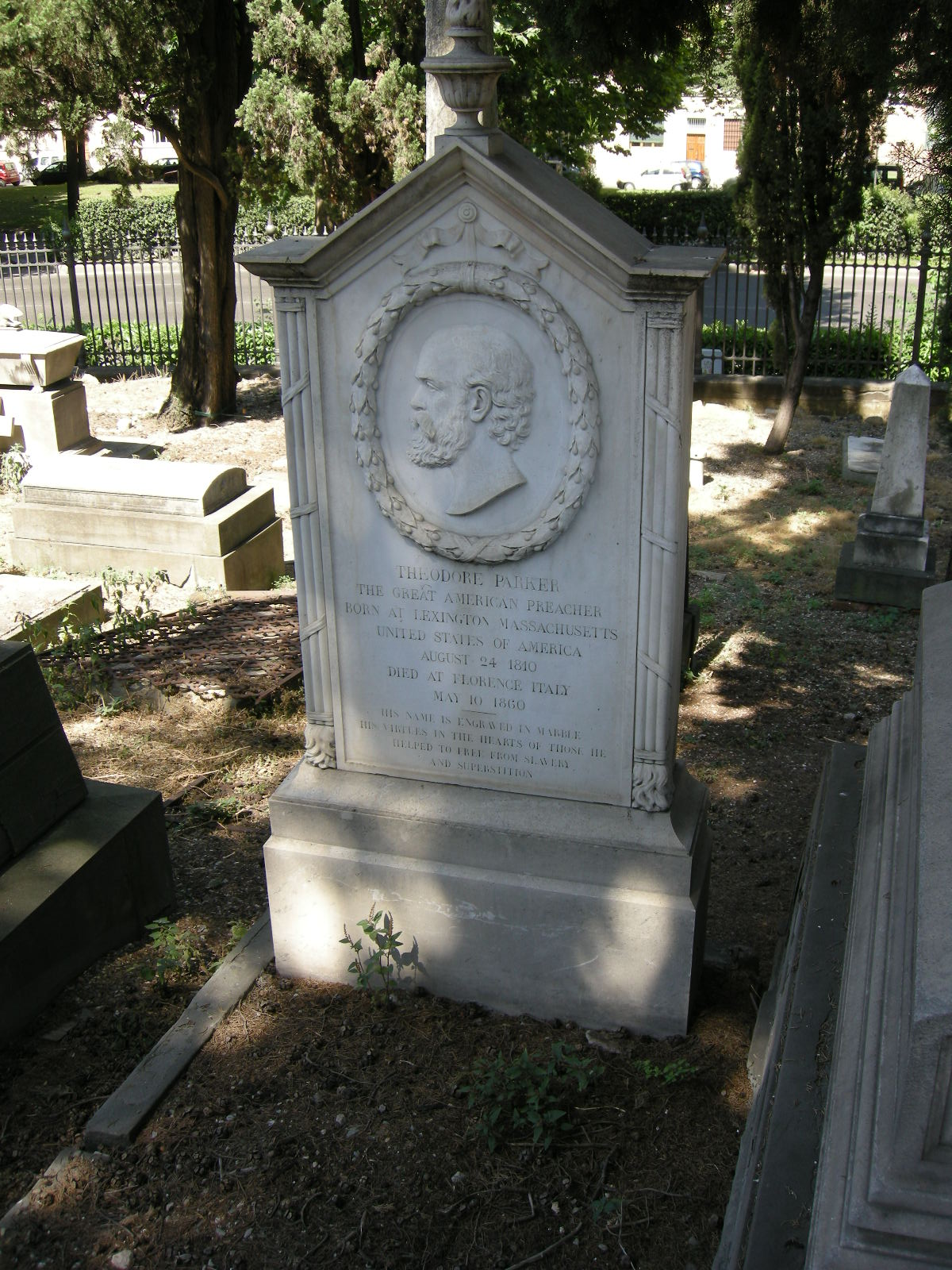
Grab auf dem Cimitero degli Inglesi in Florenz

Theodore Parker (* 24. August 1810 in Lexington, Massachusetts; † 10. Mai 1860 in Florenz) war ein US-amerikanischer Theologe, Abolitionist und Schriftsteller und gehörte zum Kreis der Transzendentalisten.

## Leben
Theodore Parker studierte, nachdem er zunächst sein Geld als Lehrer verdient hatte, ab 1830 an der Harvard-Universität, später an der Harvard Divinity School in Cambridge/Massachusetts. Er wurde 1836 Prediger bei einer Unitariergemeinde in Roxbury. Seine freieren religiösen Ansichten, die seit 1840 auch in der transzendentalistischen Zeitschrift The Dial veröffentlicht wurden, erregten großen Anstoß, so dass er sein Amt nach wenigen Jahren niederlegte.
Seine Bostoner Predigt The Transient and Permanent in Christianity im Mai 1841 wurde berühmt. Sie gilt als Anlass für das Zerwürfnis mit den Unitariern.
Parker bereiste England, Deutschland, Frankreich und Italien und machte sich insbesondere mit der deutschen Sprache und Wissenschaft vertraut. 1844 kehrte er zurück und übernahm 1846 ein Pfarramt in einer kongregationalistischen Gemeinde in Boston, das er bis zu seinem Tod innehatte. Er widmete alle seine Kräfte dem Kampf gegen die Sklaverei. 
Er starb nach längerer Krankheit während einer Erholungsreise.

## Werkauswahl
- German Literature. In: The Dial I/III (1841)
- A Discourse of Matters Pertaining to Religion, 1842
- Theism, atheism, and the popular theology, 1853